# Heinrich-Hertz-Berufskolleg (Düsseldorf)
Das Heinrich-Hertz-Berufskolleg ("HHBK") ist ein technisches Berufskolleg mit den Schwerpunkten Chemie, Elektrotechnik und Informationstechnik und ein berufliches Gymnasium.

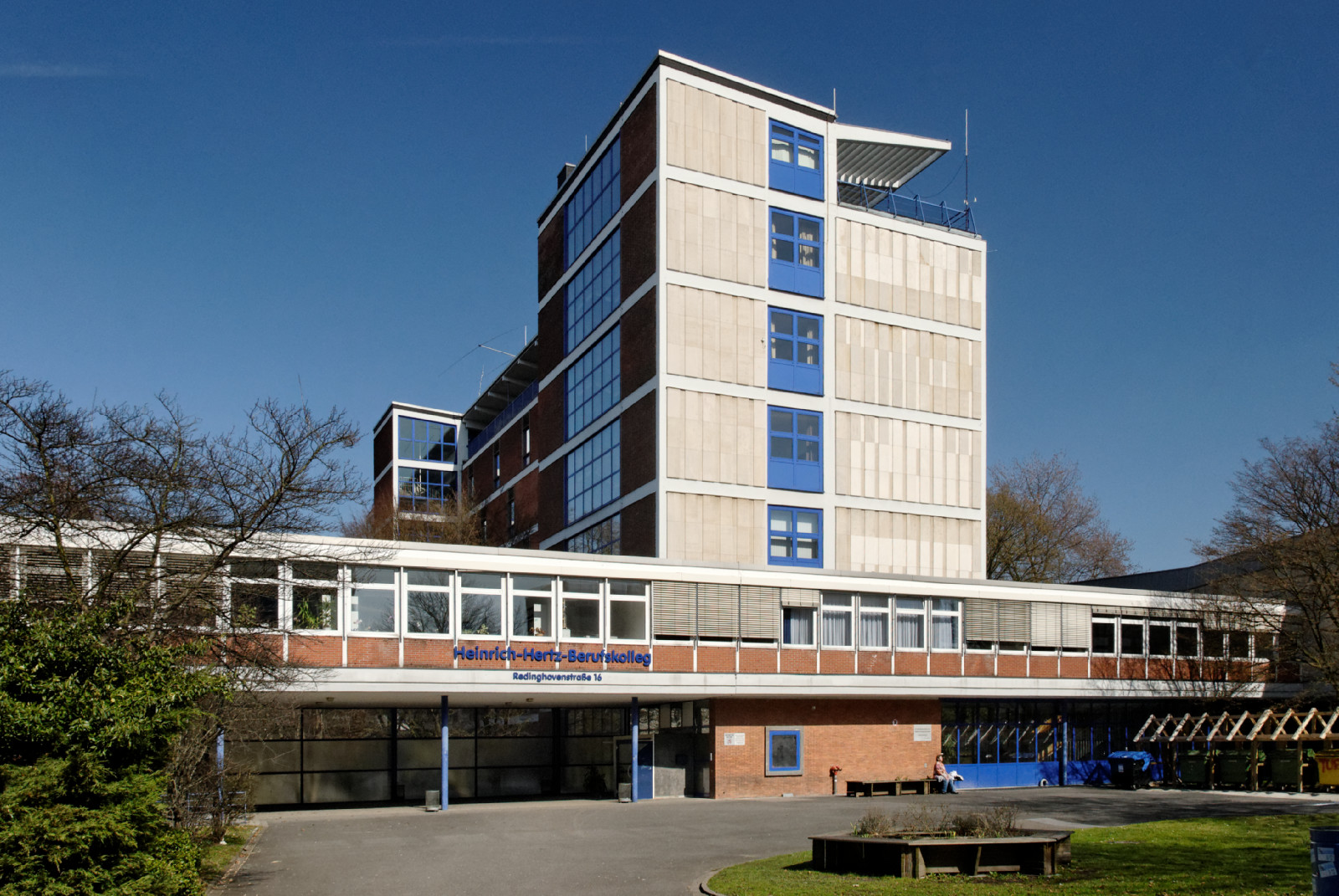
Heinrich-Hertz-Berufskolleg

Das Schulgebäude an der Redinghovenstraße 16 in Düsseldorf wurde von 1956 bis 1958 nach Plänen von Heinz Kalenborn erbaut.

## Geschichte
Das Schulgebäude wurde als „Metallgewerbliche Berufsschule 1“ eröffnet. Seit 1976 beherbergt das Gebäude die „Städtische Schule für Elektrotechnik“; heute ist im Schulgebäude das „Heinrich-Hertz-Berufskolleg“ beheimatet.

## Abschlüsse
Die Schüler der Berufsschule werden in technischen Berufen in den Berufsfeldern Elektrotechnik, Informationstechnik und Chemie ausgebildet, z. B. zum Elektroniker (Industrie und Handwerk), Fachinformatiker und Chemielaboranten. Darüber hinaus beinhaltet das Kolleg eine Berufsfachschule, die zur Fachoberschulreife führt, sowie eine Technikerschule.

## Gebäude
Das Schulgebäude umfasst drei Baukörper und einen Verbindungsraum. Auf der Rückseite befinden sich die Freiflächen, die als Pausenhöfe genutzt werden. In allen Baukörpern wurden die Klassenräume im Osten, die Werkräume im Westen angeordnet. Die Konstruktion basiert auf einem Stahlbetonskelett mit vorgefertigten Stützen. Die drei Bauteile unterscheiden sich im Grundriss, Größe und Fassadengestaltung. Der erste Bauteil ist sechsgeschossig und einbündig. Die Westfassade des ersten Baukörpers zeigt Fenster der einzelnen Stockwerke, die versetzt übereinander gestellt sind. Der zweite Bauteil ist dreigeschossig und zweibündig. Die Westfassade des zweiten Bauteils zeigt große Fenster, die gleichmäßig neben- und übereinander gestellt wurden.
Im Oktober 2018 wurde das Schulgebäude um einen viergeschossigen Neubau erweitert. Der 11,6 Millionen teure Erweiterungsbau umfasst ca. 5500 Quadratmeter Geschossfläche, auf denen 26 Unterrichts- und 14 hochmoderne Laborräume sowie die erforderlichen Verwaltungs- und Nebenräume entstanden sind. Der neu gestaltete Schulhof verbindet das Heinrich-Hertz-Berufskolleg mit der Dependance des Franz-Jürgen-Berufskollegs. Der Schulcampus verkörpert eine überdimensionale Darstellung des Hertzschen Dipols, also elektromagnetischer Wellen zur Signalübertragung.
Weiterhin werden alle Schulabschlüsse mit technischer Orientierung in diesen Berufsfeldern angeboten. So kann der Hauptschulabschluss im Berufsfeld Physik/Chemie/Biologie erworben werden, der Mittlere Schulabschluss zusätzlich in Elektrotechnik oder Informationstechnik.
Zudem bietet das Heinrich-Hertz-Berufskolleg vollzeitschulische Ausbildungen an: die Berufe Informationstechnischer Assistent oder Chemisch-technischer Assistent können wahlweise mit der Fachhochschulreife oder dem Abitur kombiniert werden.
Für Fortbildungsinteressierte mit Berufsabschluss ist das Ziel Techniker, in Voll- oder Teilzeitform, ebenfalls mit Fachhochschulreife kombiniert.

### A-Gebäude
Das A-Gebäude ist, auch wenn es der Name anzudeuten scheint, nicht das Hauptgebäude des HHBKs. Hier befinden sich, neben IT-Räumen, Räumlichkeiten für die spezielle Arbeit mit elektrotechnischen Anlagen sowie Räume speziell zum Löten. Das A-Gebäude verfügt über eine Toilettenanlage. Es ist ein direkter Durchgang über den B-Trakt zum C-Gebäude möglich.Stand Januar 2020

### B-Trakt
Der B-Trakt ist ein Übergang zwischen dem C-Gebäude und dem A-Gebäude. In diesem Trakt befindet sich neben dem Lehrerzimmer auch das Sekretariat sowie das Büro der Schulleitung als auch dessen Vertretung. Der Gang verfügt zudem auch über eine Toilette für die Angestellten.

### C-Gebäude
Das C-Gebäude (Central Building) ist das Hauptgebäude des HHBKs. In ihm befinden sich auf insgesamt fünf Etagen sowohl Standardklassenräume als auch spezielle Elektrotechnische und Informationstechnische Räume. Auch ist hier ein direkter Zugang zum A-Gebäude über den B-Trakt möglich.

### E-Gebäude
Das E-Gebäude ist das neueste Gebäude des HHBK Campus. Es handelt sich hierbei um einen 11,6 Millionen Euro teuren Erweiterungsbau, der hauptsächlich für die Unterrichtseinheiten der Chemielehrgänge gedacht ist. So befinden sich im Gebäude, welches auch über einen Fahrstuhl verfügt, 26 Klassenräume und 14 Laborräume. Die notwendigen Verwaltungsräume für etwaige Unterrichtsfächer befinden sich ebenfalls in dem E-Gebäude genauso wie ein weiteres Lehrerzimmer.